# لاري شيري
لاري شيري (بالإنجليزية: Larry Sherry)‏ هو لاعب كرة قاعدة أمريكي، ولد في 25 يوليو 1935 في لوس أنجلوس في الولايات المتحدة، وتوفي في 17 ديسمبر 2006 في ميسيون فيجو في الولايات المتحدة بسبب سرطان.

## وصلات خارجية
- لاري شيري على موقع دوري كرة القاعدة الرئيسي (الإنجليزية)
- لاري شيري على موقعبيزبول رفرنس.كوم (الدوري الرئيسي) (الإنجليزية)
- لاري شيري على موقعبيزبول رفرنس.كوم (الدوري الثانوي) (الإنجليزية)
- لاري شيري على موقع مشجعي الرسوم البيانية (الإنجليزية)